# Северна Добруджа
Северна (Стара) Добруджа (на румънски: Dobrogea de Nord) е делът на историко-географската област Добруджа, който се намира в пределите на Румъния. Обхваща територията на окръзите Тулча и Кюстенджа, с обща площ от 16 577 km2 (15 570 km2 в Румъния, от които 8 499 km2 са на област Тулча, а 7 071 km2 са на област Кюстенджа и 1 007 km2 в Украйна). Населението на областта през 2024 година е 1 100 000 души.

## История
Северна Добруджа е първата територия на юг от Дунав, на която се установяват древните българи водени от Аспарух при преселението им от степите на северното причерноморие към земите от Балканския полуостров.
До 1877 година областта е в пределите на Османската империя, със значителна част българско население, част от българското землище очертано със султанския ферман, с който са определени границите на Българската Екзархия през 1870 година. След освободителната за България Руско-турска война 1877 – 1878 г., чрез Сан-Стефанския мирен договор от 19 февруари/ 3 март 1878 г., за да си осигури излаз на река Дунав, Руската империя отнема от Румъния територията на Бесарабия, като ѝ определя Северна Добруджа за компенсация. В Санстефанския мирен договор от трети март 1878 година границата между България и Румъния се определя както следва: „Тя ще остави морския бряг при Мангалия и следвайки южните граници на Тулчанския санджак, ще достигне Дунава над Расово.“ Румънската общественост отхвърля руското предложение. На 14 ноември крал Карол I отправя до добруджанското население следното послание на български език: „С Берлинския договор европейските велики сили присъединиха вашата родина към Румъния. Ние няма да влезем като завоеватели във вашите граници, така определени от Европа...“. Положението обаче е узаконено от Берлинския конгрес и добруджанският въпрос става основен проблем на балканските отношения. Това, че от 1878 до 1912 година добруджанският въпрос не е предизвиквал сериозни усложнения в отношенията между България и Румъния, но след Балканската война, а най-много по време на Междусъюзническата война, Румъния напада България при неохраняеми граници и неохраняема Северна България отнема и Южна Добруджа, с което се слага началото на конфликтите между двете страни.

## География
Северна Добруджа се намира в източната част на Румъния, разположена между река Дунав и Черно море. Съседни историко-географски области са Мунтения (на запад), Южна Добруджа (на юг), Молдова и Бесарабия (на север).
Областта има равнинен и хълмист релеф. В северната ѝ част се издига невисоката Бабадашка планина. През областта преминава каналът Дунав – Черно море, а на север е разположена Делтата на Дунав.

## Население
При приключване на войната в 1878 г. в Северна Добруджа има население от около 100 000 души. Българите (включително етнографската група на гагаузите) са най-многобройни над 50 000, останалите по-малки групи са турци (към 20 000 души), татари (към 15 000 души), румънци (към 10 000 души), руси (към 5000 души), добруджански немци, неголям брой италианци, гърци и др. Руският губернатор на Тулча в 1878 – 1879 г. Иван Белоцерковец, по политически съображения – за да подпомогне приемането на областта от Румъния в замяна на отнетата ѝ от Русия част от Молдова, изкуствено намалява броя на българското население в Тулча, Бабадаг и други селища от 2 до 2,5 пъти, като умишлено увеличава броя на румънците с което се спекулира и до днес. Обективните данни обаче са съвсем други. Френския търговски консул в Галац – дьо Лел посочва в 1880 г., че населението на Северна Добруджа е 117 000 души, като „българите представляват основният елемент и наброяват 40 000″, а румънците преди анексията са били 12 – 13 000. Австроунгарския търговски консул в Тулча, също посочва, че „румънците в Северна Добруджа не са повече от 12 000 души“. Според бюлетин на Министерството на земеделието на Румъния през 1889 г. българите наброяват 38 992, а румънците 17 000 души.

### Етнически състав – румънска гледна точка
Долната таблица доказва изцяло несъстоятелният характер на румънските статистики, вероятно и до днес, при положение, че след като десетки хиляди българи вече са прокудени след 1913 и 1919 г., е факт, че в 1940 г. по официални данни още 68 000 севернодобруджански българи са насилствено депортирани южно от линията Силистра – Дуранкулак.
| Етноси          | 1880         | 1899          | 1913            | 19301           | 1956            | 1966            | 1977            | 1992            | 2002            |
| --------------- | ------------ | ------------- | --------------- | --------------- | --------------- | --------------- | --------------- | --------------- | --------------- |
| Общо            | 139,671      | 258,242       | 380,430         | 437,131         | 593,659         | 702,461         | 863,348         | 1 019 766       | 971,643         |
| Румънци         | 43 671 (31%) | 118,919 (46%) | 216,425 (56,8%) | 282,844 (64,7%) | 514,331 (86,6%) | 622,996 (88,7%) | 784,934 (90,9%) | 926,608 (90,8%) | 883,620 (90,9%) |
| Българи         | 24 915 (17%) | 38 439 (14%)  | 51 149 (13,4%)  | 42 070 (9,6%)   | 749 (0,13%)     | 524 (0,07%)     | 415 (0,05%)     | 311 (0,03%)     | 135 (0,01%)     |
| Турци           | 18 624 (13%) | 12 146 (4%)   | 20 092 (5,3%)   | 21 748 (5%)     | 11 994 (2%)     | 16 209 (2,3%)   | 21 666 (2,5%)   | 27 685 (2,7%)   | 27 580 (2,8%)   |
| Татари          | 29 476 (21%) | 28 670 (11%)  | 21 350 (5,6%)   | 15 546 (3,6%)   | 20 239 (3,4%)   | 21 939 (3,1%)   | 22 875 (2,65%)  | 24 185 (2,4%)   | 23 409 (2,4%)   |
| Липовани        | 8250 (6%)    | 12 801 (5%)   | 35 859 (9,4%)   | 26 210 (6%)²    | 29 944 (5%)     | 30 509 (4,35%)  | 24 098 (2,8%)   | 26 154 (2,6%)   | 21 623 (2,2%)   |
| Рутени (Русини) | 455 (0,3%)   | 13 680 (5%)   | 35 859 (9,4%)   | 33 (0,01%)      | 7025 (1,18%)    | 5154 (0,73%)    | 2639 (0,3%)     | 4101 (0,4%)     | 1465 (0,1%)     |
| Германци        | 2461 (1,7%)  | 8566 (3%)     | 7697 (2%)       | 12 023 (2,75%)  | 735 (0,12%)     | 599 (0,09%)     | 648 (0,08%)     | 677 (0,07%)     | 398 (0,04%)     |
| Гърци           | 4015 (2,8%)  | 8445 (3%)     | 9999 (2,6%)     | 7743 (1,8%)     | 1399 (0,24%)    | 908 (0,13%)     | 635 (0,07%)     | 1230 (0,12%)    | 2270 (0,23%)    |
| Цигани          | 702 (0,5%)   | 2252 (0,87%)  | 3263 (0,9%)     | 3831 (0,88%)    | 1176 (0,2%)     | 378 (0,05%)     | 2565 (0,3%)     | 5983 (0,59%)    | 8295 (0,85%)    |

### Българи
Според официалната статистика от 2002 година, записаните като етнически българи в Северна Добруджа са 135 души. По неофициални данни с български произход са между 15 000 – 20 000 души.